# کوه اروسمیت
کوه ارواسمیت (به انگلیسی: Mount Arrowsmith) یک کوه در کانادا است که در بریتیش کلمبیا واقع شده‌است. کوه ارواسمیت ۱٬۸۱۹ متر بالاتر از سطح دریا واقع شده‌است.